# Гайнц Гельміх
Гайнц Гельміх (нім. Heinz Hellmich; нар. 9 червня 1890, Карлсруе — пом. 17 червня 1944, Канвіль-ла-Рок, Манш) — німецький воєначальник часів Третього Рейху, генерал-лейтенант (1941) вермахту. Кавалер Лицарського хреста Залізного хреста (1944, посмертно). Учасник Першої та Другої світових війн.

## Біографія
Військова кар'єра
- 14 листопада 1908 — фанен-юнкер
- 16 липня 1909 — фенрих
- 16 червня 1910 — лейтенант
- 11 червня 1918 — оберлейтенант
- 1 березня 1922 — гауптман
- 1 квітня 1931 — майор
- 1 березня 1934 — оберстлейтенант
- 1 січня 1936 — оберст
- 1 жовтня 1939 — генерал-майор
- 1 вересня 1941 — генерал-лейтенант

Гайнц Гельміх народився 9 червня 1890 року в Карлсруе. 14 листопада 1908 року вступив до армії фанен-юнкер 136-го піхотного полку. У 1910 році він отримав звання офіцера. На початок Першої світової війни командир взводу у кулеметній роті свого полку. Вже 3 вересня 1914 року дістав поранення у бою та був госпіталізований. З січня до вересня 1915 року командир роти 136-го полку на Східному фронті. 23 вересня 1915 року захоплений у полон російськими військами. 26 лютого 1918 року втік з полону до Німеччини. У квітні 1918 року лейтенант Гельміх повернувся до строю німецької імперської армії, служив у штабі групи армій герцога Альбрехта Вюртемберзького. Потім служив у 15-му штурмовому батальйоні.
Після війни Гельміх залишився на службі у рейхсвері. Обіймав низку важливих посад у Генеральному штабі та командних посад у військах. У 1932 році був викладачем у Військовій академії. 1 жовтня 1937 року став офіцером з особливих завдань при головнокомандувачі армією і одночасно радником при розвідувальній авіації повітряних сил в Авіаційному рейхсміністерстві.
26 серпня 1939 року генерал-майор Гельміх став старшим оберквартирмейстером 7-ї армії, а з 25 жовтня 1939 року старшим оберквартирмейстером при штабі групи армій «B». 1 червня 1940 року призначений командиром 23-ї піхотної дивізії, якою командував до 17 січня 1942 року. Бився у Франції. 1 квітня 1942 року став командиром 141-ї резервної дивізії. 15 грудня 1942 року став інспектором східних військ при ОКХ.
10 січня 1944 року Гельміх отримав призначення командира 243-ї піхотної дивізії, що дислокувалася в Нормандії в окупованій Франції. Дивізія захищала західне узбережжя півострова Котантен. 6 червня 1944 року розпочалася операція «Оверлорд», вторгнення союзників у Нормандію. 17 червня 1944 року генерал Гельміх був убитий 20-міліметровими гарматними снарядами під час авіаційного нальоту союзників у французькому селищі Канвіль-ла-Рок.
2 вересня 1944 року посмертно нагороджений Лицарським хрестом Залізного хреста.